# Ján Berzevici
Ján Berzevici (n. 4 ianuarie 1692, Brezovica, Prešovský kraj, Slovacia – d. 22 iulie 1750, Regatul Ungariei) a fost un profesor iezuit, rectorul Colegiului iezuit din Cluj.